# فیلیپو فدلی
فیلیپو فدلی (انگلیسی: Filippo Fedeli؛ زادهٔ ۲۷ ژانویهٔ ۱۹۸۳) بازیکن فوتبال اهل ایتالیا است.
از باشگاه‌هایی که در آن بازی کرده‌است می‌توان به باشگاه فوتبال فیورنتینا، باشگاه فوتبال اسپال، البیا کالچو ۱۹۰۵، باشگاه فوتبال پیزا، باشگاه فوتبال امپولی، و باشگاه فوتبال ترنانا اشاره کرد.
وی همچنین در تیم ملی فوتبال زیر ۱۶ سال ایتالیا بازی کرده‌است.